# 胡柳塔瓦爾科山
10°19′33″S 76°58′28″W / 10.32583°S 76.97444°W

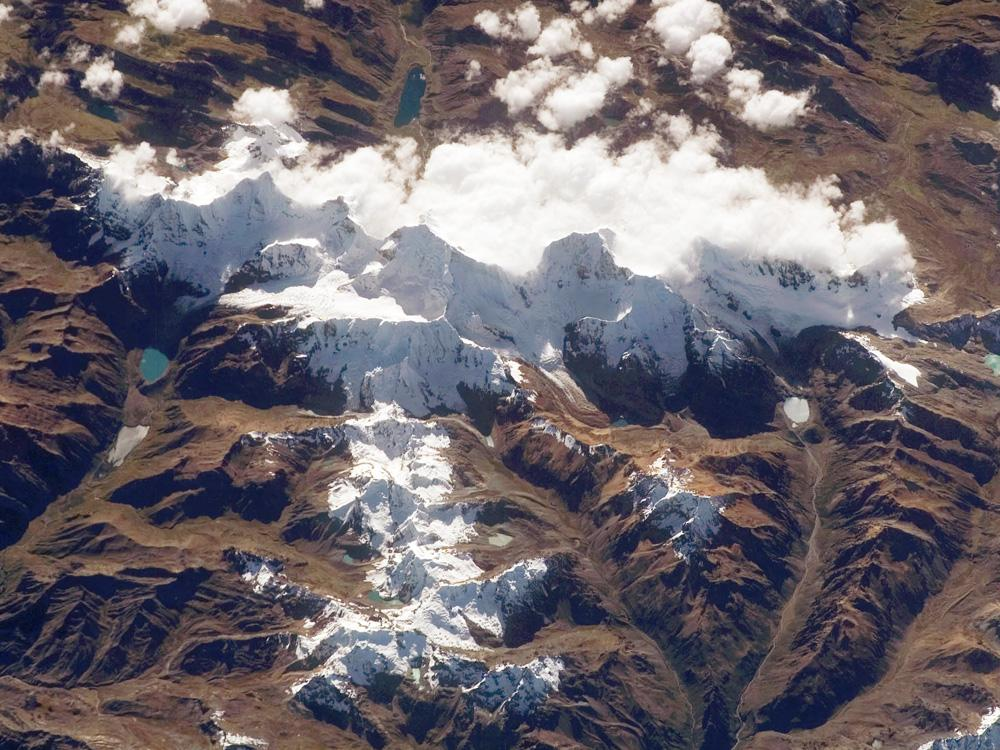

胡柳塔瓦爾科山（Jullutahuarco），是秘魯的山峰，位於該國中南部利馬大區，由卡哈坦博省的科帕區負責管轄，屬於瓦伊瓦什山脈的一部分，海拔高度5,400米。